# Intimidades de una cualquiera
Intimidades de una cualquiera és una pel·lícula argentina estrenada el 2 de maig de 1974 i dirigida per Armando Bó. De gènere dramàtic, va ser protagonitzada per Isabel Sarli, Armando Bó i Jorge Barreiro.

## Sinopsi
María (Isabel Sarli) és una noia de poble que cansada de l'assetjament i d'acceptar resignadament els reclams sexuals dels seus patrons, decideix viatjar a Buenos Aires. Encara que intenta allunyar-se d'aquesta vida, no li queda més remei que convertir-se en prostituta i lliurar el seu cos per una mica de diners per a sobreviure. Un dia apareix el milionari terratinent José Luis (Armando Bó) del qual s'enamora perdudament i decideix reiniciar la seva vida amb ell al sud patagó. No obstant això, Cholo (Jorge Barreiro), el seu antic patró, la persegueix i intenta violar-la.

## Elenc
- Isabel Sarli
- Armando Bó
- Jorge Barreiro
- Sabina Olmos
- Guillermo Battaglia
- Fidel Pintos
- Ricardo Passano
- Raúl del Valle
- Virginia Romay
- Reynaldo Mompel
- Horacio Bruno
- Olanka Wolk
- Alfredo Hers
- Maria Estela Lorca
- Ricardo Jordán
- Carlos A. Allegret
- Leonidas Brandy
- Néstor Mancini
- Ana Grau
- Adelco Lanza